# Septoria angularis
Septoria angularis är en svampart som beskrevs av Dearn. & Barthol. 1916. Septoria angularis ingår i släktet Septoria och familjen Mycosphaerellaceae.   Inga underarter finns listade i Catalogue of Life.